# Sarsameira propinqua
Sarsameira propinqua är en kräftdjursart som först beskrevs av T. Scott 1902.  Sarsameira propinqua ingår i släktet Sarsameira och familjen Ameiridae. Arten är reproducerande i Sverige. Inga underarter finns listade i Catalogue of Life.